# 山口大学教育学部附属山口中学校
国立大学法人山口大学教育学部附属山口中学校（こくりつだいがくほうじん やまぐちだいがくきょういくがくぶふぞく やまぐちちゅうがっこう, 英語: Yamaguchi Junior High School Attached to the Faculty of Education, Yamaguchi University）は、山口県山口市白石一丁目にある国立の中学校。山口大学教育学部の附属学校。略称「山大附属」、「附属中」、「附中（ふちゅう）」、「附山中（ふやまちゅう）」。

## 概要
歴史
1947年（昭和22年）の学制改革の際に、旧・山口師範学校男子部附属国民学校の高等科が改組され発足した「山口師範学校男子部附属中学校」（新制中学校）を前身とする。2012年（平成24年）に創立65周年を迎えた。
校章・校旗
「中」を図案化したものを背景にして、中央に「附」の文字を置いている。校旗の色は朱色。
校歌
タイトルは「学園の歌」。1952年（昭和27年）に制定。作詞は作間佐朗、作曲は玉重慶子による。歌詞は4番まであり、各番に校名の「附中」が登場する。また1番から4番までで朝日が昇るところから夕日が沈むまでを表現している。通常は2番までしか歌われない。
定員
定員は1学年140名である。2012年より一学年が35人×4の140人になった。
学級
クラスは各学年がそれぞれA・B・C・Dの4クラスに分かれている。通常1学級は男女いずれかが17名、もう一方が18名の計35名で構成され、1学年は140人で構成される。各クラスには「クラスカラー」（メインカラー・サブカラー）が以下の通りに定められている。
- A組 - 青・桃
- B組 - 黄・緑
- C組 - 赤・黒
- D組 - 白・紫

制服
かつては通常の学生服、セーラー服が制服として定められていたが、自由服となった。しかし、入学式や卒業式などでは制服（2021年度まで生徒は式服と呼んでいたが、2022年度から制服と呼ぶようになった）を着る。
2023年度入学者より、制服がブレザーに変更となった。ネクタイとリボン、スラックスとスカートは選択可能。
同窓会
「鴻桑会」（こうそうかい）と称している。「鴻」は山口市の高嶺城の別表記「鴻ノ峰城」に、「桑」は旧・附属防府中学校のあった防府市「桑山」に由来する。

## 沿革
- 1947年（昭和22年）4月1日 - 学制改革（六・三制[2]の実施）
  - 旧・山口師範学校男子部附属国民学校の初等科が改組され、官立（国立）「山口師範学校男子部附属小学校」となる。
  - 旧・山口師範学校男子部附属国民学校の高等科が改組され、官立（国立）「山口師範学校男子部附属中学校」（新制中学校）となり、小学校に併設される。
- 1948年（昭和23年）- PTAが発足。
- 1949年（昭和24年）5月31日 - 新制大学山口大学の発足に伴い、「山口大学山口師範学校附属中学校」に改称。
- 1951年（昭和26年）4月1日 - 師範学校の廃止に伴い、「山口大学教育学部附属山口中学校」（現校名）と改称。
- 1952年（昭和27年）- 校歌「学園の歌」を制定。
- 1958年（昭和38年）3月 - 新校舎が完成[3]。
- 1959年（昭和34年） - 現在地に移転。
- 1960年（昭和35年）
  - 4月1日 - 山口大学教育学部附属防府中学校[4]を統合。
  - この年 - 体育館兼講堂と運動場が完成。
- 1968年（昭和43年）4月1日 - 特殊学級を新設。
- 1970年（昭和45年）- 校舎を増築。
- 1974年（昭和49年）- 体育祭と文化祭を統合した学園祭を初めて開催。
- 1978年（昭和53年）- テニスコートが完成。
- 1979年（昭和54年）3月31日 - 山口大学教育学部附属養護学校開設のため特殊学級閉鎖。
- 1985年（昭和60年）- 教育後援会が創設される。
- 2002年（平成14年）- 中庭に大時計が設置される。
- 2004年（平成16年）4月1日 - 国立大学法人法の規定により国立大学法人となる。

## 入学試験
定員は男女あわせて約140人である（附属山口小学校からの進学者を含む）。第一次選抜は学力検査（以前は国語、算数、理社総合の3つで、2019年度入試からは国語・社会と算数・理科となっていたが、2022年度入試からは新たに英語が加わり、国語、算数、理科、社会、英語となった。）と面接で選抜する。入試倍率などは非公開。

## 行事
2学期制
前期
- 4月 - 入学式
- 6月 - 生徒総会、授業作り検討会
生徒会役員主導による全校生徒が参加する会で、各クラスから出た案から選ばれた議題に基づいて話し合いが行われる。
- 9月 - 学園祭
1974年（昭和49年）に、従来の文化祭と体育祭を統合する形で始められた。例年、9月の第2土曜・日曜に行われる。しかし、2007年（平成19年）、2023年（令和5年）2024年（令和6年）には校舎改修のため、例外的に2007年は7月に行われ、2023、2024年は6月に行われた。現在は「文化部門」、「体育部門」の順で行われている。かつてはこの間に「広場部門」をはさんでいた。体育部門では縦割りでクラスごとに分かれ、部門優勝とは別に表現（太鼓に合わせた創作ダンス）という部門でも優勝を競う。

後期
- 10月 - 音楽祭
学園祭文化部門で行われていた合唱が単一の行事となった。また、これはクラスづくりを目的として行っており、それ故に合唱コンクールではなく、合唱祭としてある。現在は山口市民会館大ホールを借り切って行われている。
また、2012年からはコンクール形式に移行し、各学年1クラスに優秀賞、全体で1クラスに最優秀賞が授与される。
また、2023年より名称を合唱祭から音楽祭に
変更し、弦楽合奏部の演目が追加された。
- 11月 - 研究会
- 3月 - 3年生を送る会、卒業式

## 部活動
運動部
- サッカー部
- 野球部
- 男子ソフトテニス部
- 女子ソフトテニス部
- 男子バスケットボール部
- 女子バスケットボール部
- 女子バレーボール部
- 男子卓球部
- 女子卓球部
- 剣道部
- 水泳部（特設）

文化部
- 弦楽合奏部
- 美術研究部
- 技術部

以前は文芸部や男子バレーボール部など、ほかにも部があったが生徒数、部員数の減少などの理由により廃部となった。

## 著名な出身者
- 高邑勉 （元衆議院議員・民主党）
- 中田敦彦 （オリエンタルラジオ・お笑い芸人、RADIO FISH・歌手、転校）
- 中山修身（弁護士）
- 藤田恒郎 （元北海道銀行頭取、元大蔵省証券局長、旧山口大防府中学卒業）
- フルカワユタカ （ミュージシャン）
- 松浦正人（元防府市長）
- 山田宏（政治家、転校）
- 長添雅嗣 （映像作家、転校）
- 中原中也（詩人）
- 彩葉ゆめ（宝塚歌劇団花組娘役）

## 交通アクセス
最寄りの鉄道駅
- JR西日本 山口線 山口駅

最寄りのバス停
- 防長交通（防長バス）「白石」バス停

最寄りの道路
- 山口県道21号山口防府線（萩往還）
- 中国自動車道（高速道路）山口IC